# ティッティ・トゥプライネン
ティッティ・トゥプライネン（Muokataan sivua Tytti Tuppurainen、1976年2月18日 - ）は、フィンランドの政治家。2019年6月から12月までアンティ・リンネ内閣のフィンランド欧州担当大臣であった。2020年10月9日よりサンナ・マリン内閣で欧州・国営企業大臣を務める。

## 経歴

### 研究
トゥプライネンは1994年にメリコスキ高校を卒業し、2003年にオウル大学で哲学の修士号を取得した。彼女の専攻はドイツ哲学で、副専攻は政治科学と社会学だった。

### 研究開発コーディネーターとして
政治家を目指す前は、2005〜2011年にオウル応用科学大学で研究開発コーディネーターを務めていた。

### 政治
2011年の選挙で初めてフィンランド国会議員に選出された。2015年の選挙で、彼女は社会民主党の候補者一覧から20年間で最大数の個人票でオウル選挙区から再選された。2019年の議会選挙では、9,404票で3期目の国会議員に選出された。
トゥプライネンは、アンティ・リンネ内閣の欧州担当大臣を務め、サンナ・マリン内閣では、欧州担当大臣に加えて、国営企業大臣に任命された。
- ブレグジットに関するEUの首席交渉官であるミシェル・バルニエと （2019年12月3日）
- シルパ・パーテロ地方自治大臣と（2020年2月5日）
- 駐フィンランド英国大使のテレサ・バブベアと（2021年10月26日）
- 左からトゥプライネン、ジョージアの国会議員のShalva Papuashvili、サンナ・マリン首相（2022年6月15日）